# Gòrgies d'Esparta
Gòrgies (en llatí Gorgias, en grec antic Γοργίας) fou un escultor espartà que va viure al temps de la vuitena olimpíada (432 aC). És mencionat per Plini a la seva Naturalis Historia amb el nom de Gorgias Lacon.